# Hyper-threading

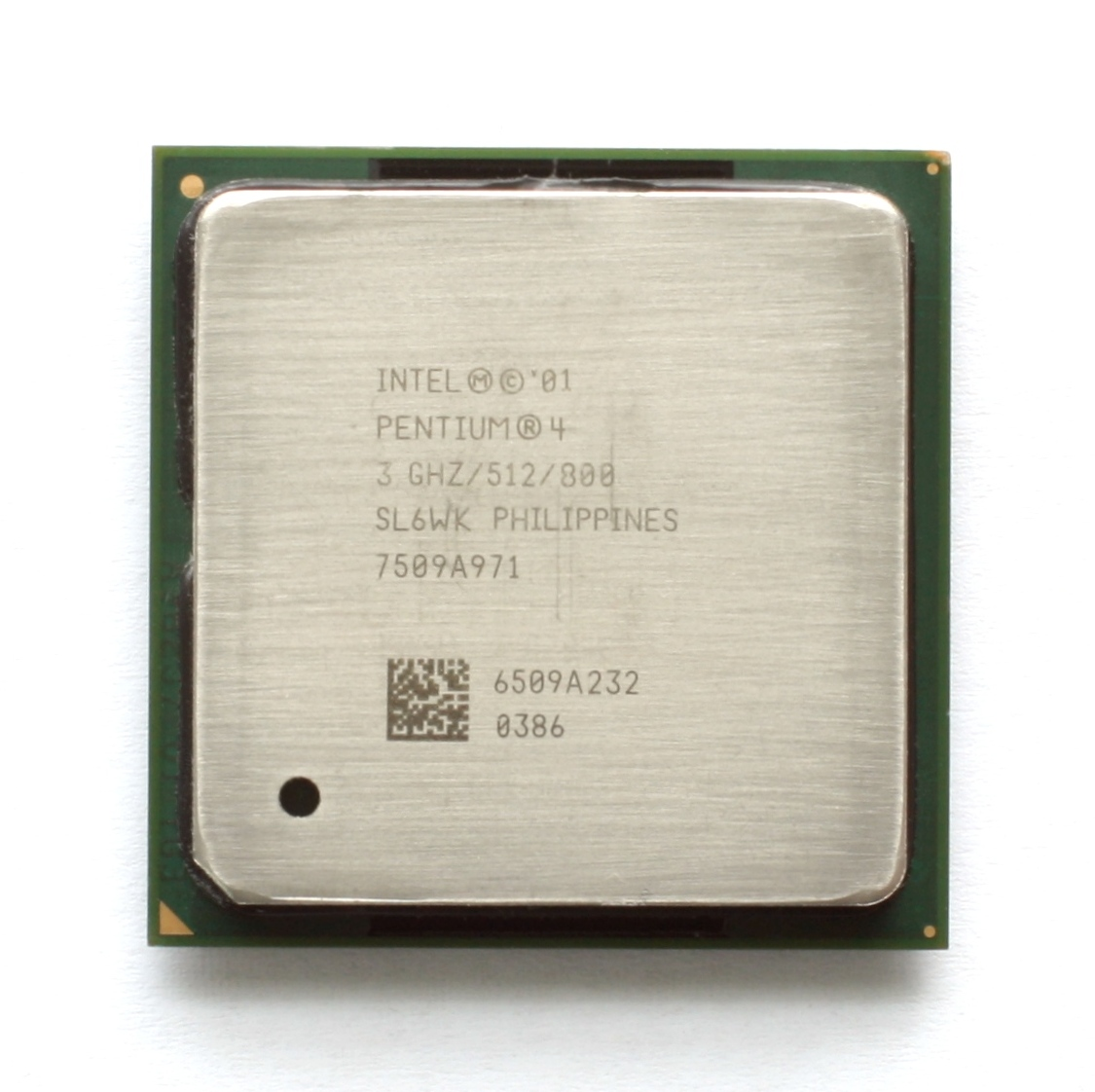
Процесор Pentium 4 (Nortwood), в якому Intel ввів Hyper-threading

Hyper-threading (англ. Hyper-threading — гіперпотоковість, гіпернитевість, гіпернитковість, багатонитковість, офіційна назва Hyper-Threading Technology (HTT) — «надбагатопотокова») — торгова марка компанії Intel для реалізації технології одночасної багатопотоковості, яка використовує можливості незадіяних регістрів і блоків процесора, дозволяючи йому підняти продуктивність[яку?] до 30%.[джерело?] Вперше реалізованої в процесорі Pentium 4.
Розширена форма супер-нитевості (англ. Super-threading), що вперше з'явилася у процесорах Intel Xeon і пізніше додана в процесори Pentium 4. Ця технологія збільшує продуктивність процесора за певних робочих навантажень шляхом завантаження «корисною роботою» виконавчі блоки процесора (англ. execution units), які без цієї функції не будуть використовуватись (наприклад, у випадках кеш-промаху). На процесорах з увімкненим Hyper-threading операційна система «знаходить» вдвічі більше процесорів, у порівнянні з кількістю ядер, фізично присутніх у машині. Тому іноді цю технологію називають технологією віртуальної багатоядерності.
Основні переваги Hyper-threading представлені як: покращена підтримка багатонитевого коду, що дозволяє запускати ниті одночасно; поліпшена реакція і час відгуку; збільшена кількість користувачів, що може підтримувати сервер.
Компанія Intel стверджує що перша реалізація призвела до 5-відсоткового збільшення площі кристала але натомість дозволяла збільшити продуктивність на 15 — 30%.
Intel стверджує, що надбавка до швидкості становить 30% в порівнянні з ідентичними процесорами Pentium 4 без технології «Simultaneous multithreading». Однак надбавка до продуктивності змінюється від застосунку до застосунка: деякі програми взагалі дещо сповільнюються при включеній технології Hyper-threading. Це, в першу чергу, пов'язано з «системою повторення»[що це?] процесорів Pentium 4, що займає необхідні обчислювальні ресурси, від чого і починають «голодувати» інші ниті.

## Сучасний стан
Технологія Hyper-threading не була успадкована в сімействі процесорів Intel Core.
Intel в листопаді 2008 випустив процесор Core i7 (кодова назва Nehalem), в якому технологія hyper-threading була відроджена. Nehalem містить 4 ядра і ефективно масштабується до 8 нитей в пікових режимах.
Черговим процесором, де інкарнувалася технологія hyper-threading, став Intel Atom, який використовується для енергоефективних мобільних пристроїв і дешевих настільних комп'ютерів.
Також Hyper-Threading підтримують процесори з ядром Sandy Bridge: Core i3, Core i5, Core i7.

## Уразливості
У червні 2018 року проєкт OpenBSD повідомив про рішення учасників проєкту вимикати функції Hyper-threading при роботі цієї операційної системи на мікропроцесорах виробництва Intel. На думку учасників проєкту система з увімкненим Hyper-threading може бути уразлива як до відомих, так і поки що не відомих атак сторонніми каналами типу Spectre та Meltdown та TLBleed.